# Good Form
Singles de Nicki Minaj
No Candle No Light
(2018) Touch Down (Remix)
(2018)
Good Form est une chanson de la chanteuse et rappeuse américaine d'origine trinidadienne Nicki Minaj extraite de son 4e album studio Queen, sorti le 10 août 2018. 
Un remix de la chanson en featuring avec Lil Wayne, rappeur américain et mentor de longue date de Minaj, sort en tant que single le 29 novembre 2018. Il s'agit du quatrième single extrait de l'album, présent sur l'édition deluxe de Queen.

## Genèse
Good Form est entendue pour la première fois le 29 mars 2018 dans une publicité pour Mercedes-Benz où Minaj fait une apparition. L'instrumentale de la chanson joue dans la voiture lors du caméo de Minaj. La chanson fait partie de la tracklist de Queen, sorti le 10 août 2018.

## Accueil critique

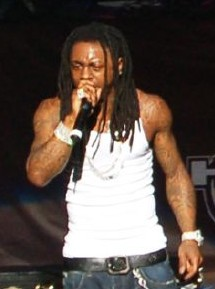
Lil Wayne (ci-dessus), qui apparaît sur le remix de Good Form avec Minaj.

Good Form reçoit un accueil généralement positif. Israel Daramola de Spin décrit la chanson comme un « point fort » de Queen, et Mathew Rodriguez de Into affirme que « le refrain est l'un des plus simples et efficaces de l'album »,. Minaj est particulièrement saluée pour sa performance. Briana Younger de Pitchfork écrit que « Good Form montre la technique inimitable de la rappeuse » et Maeve McDermott de USA Today ajoute que « Good Form est le maximum de l'audace de Minaj »,. Mosi Reeves de Rolling Stone note que la chanson « montre Nicki atteindre des sommets lyriques complètement farfelus » et Ben Beaumont-Thomas de The Guardian soutient que « son flow "Barbie" enfantin est utilisé de manière immaculée »,.
Dans sa critique du remix de Good Form pour le journal The Edge, Jason Laryea écrit : « Sans l'ombre d'un doute, Nicki a créé un autre hit remarquable qui résonne avec les femmes de toutes les tailles et qui les poussera sûrement à bouger le corps qu'on leur a donné ». Il salue également l'alchimie entre Minaj et Lil Wayne, concluant : « Mon moment préféré est quand Nicki et Wayne finissent chacun les phrases de l'autre, cimentant la chanson comme un autre moment monumental pour Young Money ». 

## Accueil commercial
Le remix de Good Form atteint la 7e place dans le classement des ventes iTunes aux Etats Unis à sa sortie. Il entre en 60e position dans le classement national Billboard Hot 100, puis tombe en 94e position la semaine suivante.

## Clip vidéo
Un teaser officiel pour la vidéo du remix de Good Form est publié le 26 novembre 2018. Le 29 novembre le clip officiel réalisé par Colin Tilley, qui avait auparavant réalisé pour Minaj le clip d'Anaconda, sort sur Youtube. On y retrouve plusieurs célébrités américaines telles que Lil Wayne, le rappeur Tyga, compagnon de label de Minaj, l'actrice Lauren London et les influences Clermont Twins. En France, le clip est diffusé avec une signalétique déconseillé aux moins de 10 ans en journée sur CStar et Trace Urban et déconseillé aux moins de 12 ans après 22h sur NRJ Hits, M6 Music, MCM et MCM Top. En février 2019, la vidéo compte 100 millions de vues, et devient la 47e vidéo de Minaj à atteindre ce nombre.
Charles Holmes de Rolling Stone décrit la vidéo comme "un monument au twerk dans toute sa splendeur". Mike Wass de Idolator note que "la rappeuse sait que le sexe fait vendre" et y trouve Minaj "au maximum de l'explicite et du scandaleux". 

## Performances
Minaj interprète le titre pour la première fois en direct sur la scène des MTV Europe Music Awards 2018, lors d'un medley des titres Good Form, Majesty et Woman Like Me, en compagnie du groupe britannique Little Mix. Elle interprète le titre à nouveau lors de la 44e cérémonie des People's Choice Awards, ainsi que son titre Dip en compagnie de Tyga.  

## Crédits
Crédits adaptés de Spotify.
- Nicki Minaj : interprète, compositrice
- Lil Wayne : interprète, compositeur
- Mike WiLL Made-It : producteur
- Asheton "Pluss" Hogan : producteur

## Classements hebdomadaires

### Version originale
| Classement (2018)                   | Meilleure position |
| ----------------------------------- | ------------------ |
| États-Unis (Bubbling Under Hot 100) | 9                  |
| Irlande (IRMA)                      | 96                 |

### Remix
| Classement (2018-2019)         | Meilleure position |
| ------------------------------ | ------------------ |
| Canada (Hot 100)               | 46                 |
| États-Unis (Hot 100)           | 60                 |
| États-Unis (R&B/Hip-Hop Songs) | 29                 |
| États-Unis (Rhythmic)          | 23                 |
| Nouvelle-Zélande (RMNZ)        | 28                 |